# Csernák József
Csernák József (Buda, 1796. március 30. – Pozsony, 1871. május 17.) pozsonyi kanonok.

## Élete
Misés pappá szenteltetett 1818. augusztus 18.-án; azután érsekújvári plébános volt; 1860-ban a pozsonyi káptalanban kanonok és 1868-ban aranymisés pap, midőn koronás arany érdemkeresztet kapott.

## Munkái
- Rede für das Fest des heil. Stephans Ungarns ersten Königes verfasset. Pest, 1823. (Szent-István ünnepén Budán tartott egyházi beszéd.)
- Egyházi szózat, melyet szabadalmas Érsekujvár városának népéhez, a nemzet saját kormánynyal megajándékoztatása városi örömünnepén márcz. 30. 1848. emelt. Nyitra.